# Фосфорит
Фосфори́т (фосфориты) — осадочная горная порода, агрономическая руда, состоящая преимущественно из фосфатных минералов группы апатита, находящихся в скрыто- или микрокристаллической форме. Имеет формулу Ca5 (PO4)3(F, Cl) c примесью CaCO3.

## Описание
Фосфорит, фосфоритная руда или каменный фосфат — это осадочная порода без детрита, которая содержит большое количество фосфатных минералов. Кроме фосфатов кальция в состав фосфоритов входят нефосфатные минералы: доломит, кальцит, кварц, халцедон, глауконит; в меньшей мере — глинистые минералы, алюмосиликаты, железистые минералы (пирит, лимонит), органические вещества.
Большинство фосфоритов образуется биогенно-хемогенным путём. Фосфориты делятся на две группы: морские и континентальные.
Фосфориты являются важным полезным ископаемым, добываются как сырьё для производства минеральных удобрений. Одни авторы относят к фосфоритам породы с содержанием P4O10 от 5 % и выше, другие — от 18 % и выше.
Из фосфоритов методом тонкого размола производится экологически безвредная фосфоритная мука для нужд сельского хозяйства.

## Содержание фосфора в фосфорите
Содержание фосфора в фосфорите сильно варьируется от 4 % до 20 % пятиокиси фосфора (P4O10). Товарная фосфоритная руда («обогащённая») содержит не менее 28 %, а часто более 30 % P4O10. Это происходит посредством промывки, просеивания, удаления извести, магнитной сепарации или флотации. Для сравнения, среднее содержание фосфора в осадочных породах составляет менее 0,2 %. Фосфат присутствует в виде фторапатита Ca5 (PO4) 3F, как правило, в скрытокристаллических массах (размер зерна <1 мкм), называемых коллофано-осадочными отложениями апатита неопределённого происхождения. Он также присутствует в виде гидроксиапатита Ca5(PO4)3OH или Ca10(PO4)6(OH)2, который часто растворяется из костей и зубов позвоночных, тогда как фторапатит может происходить из гидротермальных жил. Другие источники также включают химически растворённые фосфатные минералы из магматических и метаморфических пород. Залежи фосфоритов часто встречаются обширными слоями, которые в совокупности покрывают десятки тысяч квадратных километров земной коры.
Известняки и аргиллиты являются обычными фосфатсодержащими породами. Осадочные породы, богатые фосфатами, могут располагаться в слоях от тёмно-коричневого до чёрного цвета, от пластин сантиметрового размера до слоёв толщиной в несколько метров. Хотя эти толстые пласты могут существовать, они редко состоят только из фосфатных осадочных пород. Фосфатные осадочные породы обычно сопровождаются или переслаиваются сланцами, кремнями, известняком, доломитами и иногда песчаником. Эти слои содержат те же текстуры и структуры, что и мелкозернистые известняки, и могут представлять диагенетические замены карбонатных минералов фосфатами. Они также могут состоять из пелоидов, ооидов, окаменелостей и обломков, состоящих из апатита. Некоторые фосфориты очень мелкие и не имеют характерной зернистой текстуры. Это означает, что их текстуры подобны текстуре коллофана или тонкой микритоподобной текстуры. Фосфатные зерна могут сопровождаться органическим веществом, глинистыми минералами, иловыми обломочными зёрнами и пиритом. Пелоидные или гранулированные фосфориты встречаются нормально; тогда как оолитовые фосфориты встречаются нечасто.

## Распространение
Фосфориты известны из протерозойских полосчатых железных образований в Австралии, но чаще встречаются в палеозойских и кайнозойских отложениях. 
Пермская формация фосфорных отложений на западе США представляет собой осадконакопление примерно за 15 миллионов лет. Он достигает толщины 420 метров и занимает площадь 350 тыс. км². Промышленно добываемые фосфориты встречаются, в частности, в Европейской части России, во Франции, Бельгии, Испании, Марокко (3-е место в мире), Тунисе и Алжире, также Науру.
Вятско-Камское месторождение фосфоритов расположено в Верхнекамском районе Кировской области Российской Федерации, в 150—200 км к северу-востоку от г. Киров и является самым крупным среди месторождений желваковых фосфоритов России (см. Добыча полезных ископаемых в России). Протягивается с юго-запада на север-восток, в междуречье рек Вятка и Кама на 120 км, шириной до 30—50 км. Площадь 1,9 тысяч км². В нём сосредоточено порядка 42 % всех запасов фосфоритных руд РФ. Общие запасы — 307 млн тонн Р2О5, промышленные — 102 млн тонн. Минералогический состав Вятско-Камской фосфоритной муки (%): фосфат — 69; глауконит — 19; кварц — 6; кальцит — 2,5; пирит и гидроксиды железа — 2,0; прочие — 1,5.